# Pseudagrion grilloti
Pseudagrion grilloti – gatunek ważki z rodziny łątkowatych (Coenagrionidae).